# Quỳnh Lập
Quỳnh Lập là một xã thuộc thị xã Hoàng Mai, tỉnh Nghệ An, Việt Nam.

## Địa lý
Xã Quỳnh Lập nằm ở phía bắc thị xã Hoàng Mai, có vị trí địa lý:
- Phía bắc giáp tỉnh Thanh Hóa
- Phía nam giáp phường Quỳnh Phương qua con sông Mai Giang
- Phía tây giáp xã Quỳnh Lộc
- Phía đông giáp Biển Đông.

Xã có diện tích 22,08 km², dân số năm 2014 là 10.500 người, mật độ dân số đạt 475 người/km².
Quỳnh Lập có đường bờ biển trải dài từ Cảng nước sâu Nghi Sơn đến Lạch Cờn với chiều dài 10 km.
Bãi Biển Quỳnh Lập chưa được khai thác du lịch nên đang hoang sơ với những bãi cát vàng và bãi đá gập ghềnh đang xen lẫn nhau.

## Hành chính
Xã Quỳnh Lập có 2 khu vực: Quỳnh Lập A, Quỳnh Lập B (Khu công nghiệp Đông Hồi) được chia thành 8 xóm:
- Khu vực Quỳnh Lập A gồm 5 xóm: Sơn Long, Tâm Tiến, Tân Thành, Tân Hải, Đồng Tiến
- Khu vực Quỳnh Lập B gồm 3 xóm:  Đồng Minh, Đồng Thanh, Tân Minh.

## Kinh tế
Quỳnh Lập là một xã chuyên làm nghề đi biển đánh bắt hải sản.